# Dragonheads
Albums de Ensiferum
1997-1999
(2005) Victory Songs
(2007)
Dragonheads est un EP du groupe de Viking/Folk metal finlandais Ensiferum. L'EP est sorti le 15 février 2006 sous le label Spinefarm Records.
Il s'agit de la première production de Ensiferum enregistrée avec les membres Petri Lindroos, Sami Hinkka et Janne Parviainen au sein de la formation.
Le titre Into Hiding est une reprise du groupe de Metal progressif finlandais Amorphis.
Warrior's Quest et White Storm sont des titres ré-enregistrés provenant de la seconde démo du groupe.

## Musiciens
- Petri Lindroos - Chant guttural, guitare
- Markus Toivonen - Guitare, chant clair
- Sami Hinkka - Basse, chant clair
- Meiju Enho - Claviers
- Janne Parviainen - Batterie

### Musiciens de session
- Kaisa Saari - Chant
- Vesa Vigman - Mandoline
- Frostheim - Kantele

## Liste des titres
1. Dragonheads – 5:21
2. Warrior's Quest – 4:53
3. Kalevala Melody – 1:47
4. White Storm – 4:56
5. Into Hiding – 3:49 (reprise du groupe Amorphis)
6. Finnish Medley – 5:09